# Nami Otake
Nami Otake (大竹 七未 Otake Nami?,  nacido el 30 de julio de 1974 en Tokio) es una exfutbolista japonesa que jugaba como delantero.
Otake jugó 46 veces y marcó 29 goles para la selección femenina de fútbol de Japón entre 1994 y 1999. Otake fue elegida para integrar la selección nacional de Japón para los Copa Mundial Femenina de Fútbol de 1995, 1999 y Juegos Olímpicos de Verano de 1996.

## Trayectoria

### Clubes
| Club             | País  | Año         |
| ---------------- | ----- | ----------- |
| Nippon TV Beleza | Japón | 1989 - 2000 |

### Selección nacional
| Selección | País  | Año         |
| --------- | ----- | ----------- |
| Absoluta  | Japón | 1994 - 1999 |

## Estadística de equipo nacional
| Selección femenina de fútbol de Japón | Selección femenina de fútbol de Japón | Selección femenina de fútbol de Japón |
| Año                                   | Partidos                              | Goles                                 |
| ------------------------------------- | ------------------------------------- | ------------------------------------- |
| 1994                                  | 6                                     | 3                                     |
| 1995                                  | 8                                     | 4                                     |
| 1996                                  | 7                                     | 0                                     |
| 1997                                  | 6                                     | 6                                     |
| 1998                                  | 9                                     | 5                                     |
| 1999                                  | 10                                    | 11                                    |
| Total                                 | 46                                    | 29                                    |